# 公司註冊處 (英國)
公司注册处（英語：Companies House）是英国的公司注册机构，是英国政府的行政机构和营运基金。隶属于商業及貿易部，也是公共数据组的成员。
所有形式的公司（经《公司法》允许）均已在公司注册处登記成立并注册，并根据现行的《2006年公司法案》提交具体细节。所有注册的有限责任公司，包括子公司，小型公司和不活跃的公司，都必须提交年度财务报表以及年度公司报表（均为公开记录）。只有一些注册的无限公司（满足某些条件）可以免除此要求。自1844年以来，英国实行了公司注册制度。关于公司注册事宜的法律是《2006年公司法案》。

## 历史
《1884股份制公司法案》允许成立股份公司，而以前只有通过皇家特许状或私人行为机制才可以成立股份公司，这意味着很少成立股份公司。 该法案要求将根据该法案成立的所有公司都记录在公共登记册中，并设立股份公司注册处处长，负责维护该登记册。
苏格兰的公司注册于1856年开始，第一家注册的公司为“每日公告有限公司”。 从1856年到1858年，苏格兰第一个股份制股份公司的注册员是乔治·迪恩（George Deane），之后他被调任到公司注册处伦敦办事处，担任英格兰和威尔士注册处的首席秘书。

## 英格兰和威尔士
英格兰和威尔士被视为具有统一注册机构的单一司法管辖区（公司可能会在“英格兰和威尔士注册”），与苏格兰或北爱尔兰的注册机构分开。 公司必须将其预定的注册地（公司的办公地址）告知公司注册处，该注册处可能位于英格兰和威尔士，苏格兰或威尔士。因此，在注册成立时，公司将被称为“在英格兰和威尔士注册”，“在苏格兰注册”或“在威尔士注册”。 实际上，英格兰的公司必须在英格兰和威尔士注册，苏格兰的公司必须在苏格兰注册，而威尔士的公司可以选择在英格兰和威尔士或威尔士注册。
尽管其法定注册地是在英格兰和威尔士，或是在威尔士，但根据注册处的规定，公司必须以类似于以下建议格式之一的方式显示公司注册的办公地点：

“On all company’s business letters, order forms (in hard copy, electronic or any other form) and its websites, the company must show in legible lettering:
(a) the part of the United Kingdom in which the company is registered which is:
For Companies registered in England and Wales either:
- Registered in England and Wales; or
- Registered in England; or
- Registered in Wales; or
- Registered in London; or
- Registered in Cardiff.”

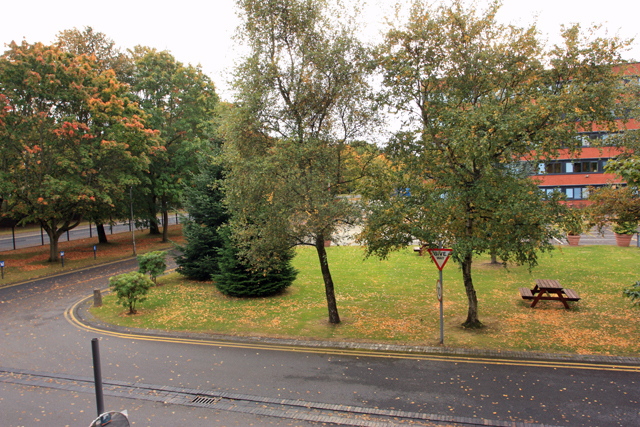
加的夫办公室

加的夫的注册处办公室处理在英格兰和威尔士注册成立的公司。这些公司受英国法律的约束。 直到2011年，威尔士朗达卡嫩塔夫都设有办事处。威斯敏斯特办事处只归档和查看文档，然后在加的夫处理这些文档。

## 苏格兰
爱丁堡办事处处理在苏格兰注册的公司。 这些公司受苏格兰法律的约束。苏格兰公司注册号以字母SC开头。

## 北爱尔兰
《2006年公司法案》已于2009年10月1日全面实施，北爱尔兰公司注册处已完全并入公司注册处。公司注册处在贝尔法斯特设有一个卫星办公室，由北爱尔兰公司注册局局长领导。
在2009年10月1日之前，北爱尔兰的所有有限公司均已在商业、能源及工业策略部注册，并受北爱尔兰法律约束。

## 公司类型
公司类型有很多，包括：
- 公众有限公司(PLC)
- 私人股份有限公司（英语：Private company limited by shares）
- 私人担保有限公司通常是一个非商业性的会员团体，可能是慈善的，也可能不是(Ltd, Limited)
- 私人无限责任公司（无论是否有股本）
- (LLP)
- (LP)
- 欧洲股份公司(SE)：全欧洲的公司形式
- 由皇家特许状成立的公司(RC)
- 社区利益公司（英语：Community interest company）(CIC)：通常是标准有限公司，但无论公司的章程细则如何，它都必须将所有利润重新投资
- 慈善法团（英语：Charitable incorporated organisation）(CIO)：有限责任的慈善机构

## 公司董事
所有公司都必须任命一名或多名董事(最小数量视公司类型而定)，通常由成员任命他们认为将代表他们把公司经营得更好的人。阻止任何人成为董事的唯一限制是，他们必须年满16岁，并且:
- 根据《1986年公司董事剥夺资格法案（英语：Company Directors Disqualification Act 1986）》(除非法院允许他们代表某一特定公司行事)，他们不得被剥夺担任公司董事的资格;
- 不得是未获解除破产的破产人(除非他们已获法院准许代表某一特定公司行事)。

## 争议
2008年2月，《泰晤士报》和《计算机周刊》披露了一个故事，在公司注册处董事名册上，将近4,000个名字都被列入涉嫌欺诈者，洗钱者，恐怖主义金融家和腐败官员的国际监视名单。这一结果来自Datanomic公司，该公司将680万个登记在案的名字与世界核对数据库(World-Check database)中的高风险个人和企业进行了比对。调查还显示，逾1500名不合格的公司董事获准经营其它英国公司，因为公司注册处没有将姓名与其不合格人员登记册进行核对。